# 文昌路
文昌路是中国广州市荔湾区西关一条南北走向的道路，全长约1.2公里，宽12米。南起下九路与第十甫路交汇处、与十八甫路相连，北至龙津中路，分南、北两段。由十八甫路至长寿西路为文昌南路，往北为文昌北路。由于文昌南路与上下九步行街相连，道路两旁商业发达、人流密集。目前车辆通行方向为由南往北单向通行。
文昌路于1931年扩建成路，因附近有文昌庙而取名文昌路。
昔日有大觀河流經，河上有德興橋，為西關最繁華之地，涌上的八座橋清朝名為「八橋之盛」。德興橋橋北是遠近聞名的南海西廟（又名洪聖西廟），在今廣州酒家北側。以前廣州有兩座南海神廟，一在黃埔，一在西關，稱為東廟、西廟，均是奉祀南海廣利洪聖大王。後西廟廢圮無存，只剩下黃埔的東廟。1931年文昌巷和荷溪二約開闢成馬路時，這一帶已是商賈雲屯，市廛鱗列。

## 公共交通
- 广州地铁1号线長壽路站

均在鄰近文昌路位置設有出口。